# سزار فاچانی
سزار فاچانی (ایتالیایی: Cesare Facciani; ۵ فوریهٔ ۱۹۰۶ – ۲۹ اوت ۱۹۳۸) دوچرخه‌سوار اهل ایتالیا بود.
وی در مسابقات کشوری و بین‌المللی در مجموع برندهٔ ۱ مدال طلا شده‌است.